# Gudme Sogn
Gudme Sogn er et sogn i Svendborg Provsti (Fyens Stift).
I 1800-tallet var Brudager Sogn anneks til Gudme Sogn. Begge sogne hørte til Gudme Herred i Svendborg Amt. Gudme-Brudager sognekommune blev ved kommunalreformen i 1970 indlemmet i Gudme Kommune, der ved strukturreformen i 2007 indgik i Svendborg Kommune.
I Gudme Sogn ligger Gudme Kirke.
I sognet findes følgende autoriserede stednavne:
- Broholm (ejerlav, landbrugsejendom)
- Broholms Kohave (bebyggelse)
- Egsmose (bebyggelse)
- Galdbjerg (bebyggelse, ejerlav)
- Galdbjerg Kohave (bebyggelse)
- Grydager (bebyggelse)
- Gudme (bebyggelse, ejerlav)
- Gudme Kohave (bebyggelse)
- Husmandsallé (bebyggelse)
- Skelmose (bebyggelse)
- Tommered (bebyggelse)